# Il grande silenzio (film 2005)
Il grande silenzio è un film documentario diretto da Philip Gröning nel 2005.

## Trama
Il documentario racconta la vita quotidiana dei monaci Certosini che vivono nel monastero della Grande Chartreuse senza dire parole, se non durante le preghiere e i riti religiosi, per rispetto del voto del silenzio. Non sono presenti musiche aggiuntive, né commenti, né altri suoni oltre a quelli prodotti dai gesti quotidiani. Le riprese avvengono in diversi momenti dell'anno e della giornata.

## Produzione
Il film è stato girato durante quattro mesi di permanenza presso il monastero della Grande Chartreuse, sulle Alpi francesi, a circa trenta chilometri da Grenoble.

## Riconoscimenti
- 2006 - Sundance Film Festival
  - Premio speciale della giuria World Cinema Documentary
- 2006 - European Film Awards
  - Miglior documentario
- 2006 - Preis der deutschen Filmkritik
  - Bester Dokumentarfilm